# North Loup
North Loup è un comune degli Stati Uniti d'America, situato nello Stato del Nebraska, nella contea di Valley.